# S.T.A.L.K.E.R.: Legends of the Zone Trilogy
S.T.A.L.K.E.R.: Legends of the Zone Trilogy (с англ. — «S.T.A.L.K.E.R.: Легенды Зоны. Трилогия») — сборник ремастеров первых трёх игр серии S.T.A.L.K.E.R.: «S.T.A.L.K.E.R. Тень Чернобыля», «S.T.A.L.K.E.R. Чистое небо» и «S.T.A.L.K.E.R. Зов Припяти», разработанный студией GSC Game World в партнёрстве с Mataboo и выпущенный 6 марта 2024 года для консолей Xbox One и PlayStation 4, 31 октября 2024 года сборник вышел для Nintendo Switch.
20 мая 2025 года вышел S.T.A.L.K.E.R.: Legends of the Zone Trilogy — Enhanced Edition — обновлённая версия сборника для PlayStation 5, Xbox Series X/S и PC.
Первоначальный сборник в основном представлял собой адаптацию игр для консолей, в то время как Enhanced Edition содержит графические улучшения, исправления багов и прочее. Была добавлена официальная поддержка модификаций. Одним из наиболее противоречивых изменений стало удаление русской озвучки и советской символики.

## Игровой процесс
Оригинальный сборник для консолей 2024 года не содержал значимых изменений, в основном адаптируя интерфейс и управление для консолей. Была добавлена поддержка модов через сервис mod.io. В версии для Nintendo Switch было понижено качество графики. Из игры была вырезана русская озвучка, но остались русские субтитры. Базовой озвучкой стала украинская, но на ней некоторые персонажи и группировки всё ещё говорят на русском. Также была вырезана советская символика. Изменение также коснулось международных названий самих игр – «S.T.A.L.K.E.R.: Shadow of Chornobyl» и «S.T.A.L.K.E.R.: Call of Prypiat».
Enhanced Edition наследовал эти изменения. Вместе с этим в нём была переработана графическая часть: добавлены отражения в воде, улучшены лучи, скайбоксы и глобальное освещение, проведён апскейлинг текстур, 3D-моделей и видеороликов. Были исправлены некоторые баги, изменён FOV, игровой шрифт заменён на Arial, добавлен FSR и функция выбрасывания предметов из тайников и трупов. Версия для PC имеет совместимость со Steam Deck и поддержку мастерской Steam для модификаций. Консольная версия содержит несколько режимов производительности, отличающихся частотой кадров и разрешением экрана.

## Разработка
S.T.A.L.K.E.R.: Legends of the Zone Trilogy был анонсирован 6 марта 2024 года на Xbox Partner Preview и вышел в тот же день. PR-менеджером GSC Game World Захар Бочаров рассказал в интервью, что ключевым приоритетом была адаптация игрового процесса для консолей в целом, включая, но не ограничиваясь, полноценной поддержкой геймпада и консольного интерфейса, что разработчики создали с нуля. По его словам, переиздание специально выпустили в начале года, чтобы игроки успели пройти оригинальные игры до выхода сиквела.
25 июня в переиздание была добавлена поддержка модов через сервис mod.io. В августе было объявлено о выходе переиздания на Nintendo Switch, который состоялся 31 октября.
В планах GSC Game World на 2025 год был обозначен выход «некст-ген патча» для переиздания и также выход обновленных версий оригиналов для PC.
14 мая 2025 года GSC Game World объявила о выходе S.T.A.L.K.E.R. Legends of the Zone Enhanced Edition 20 мая на PC через Steam, GOG и Epic Games Store, а также для PS5 и Xbox Series X/S. Был опубликован трейлер с демонстрацией нововведений. Владельцы оригиналов в Steam и GOG получили их улучшенные версии бесплатно, при этом сами оригинальные игры не были убраны из магазинов. 23 мая, после выхода игры, разработчики выпустили первый патч 1.0.1, исправляющий некоторые проблемы.

## Отзывы
В первые дни после рализа отзывы в Steam на Enhanced Edition оказались либо «смешанными», либо «в основном отрицательными». Игроки жаловались на баги и проблемы с графикой. Среди русскоязычных игроков негативную реакцию вызвало удаление русской озвучки и цензура советской символики и памятников, наиболее заметным проявлением которой стало удаление стелы «ЧАЭС имени В. И. Ленина». Цензура вызвала негативную реакцию в том числе и у западных игроков, в результате чего разработчикам было написано письмо:

Цельность атмосферы Зоны зависит от сохранности этих исторических элементов. Место действия игр застыло во времени после Чернобыльской катастрофы, и эти реликвии — не пропаганда, а напоминание о последствиях. Очарование Зоны всегда заключалось в уникальности сеттинга, а не в аномалиях, это место, где большинство из нас никогда бы не побывало. Убирать эти элементы — все равно что грабить игроков, отнимая у них то, что и сделало эти игры великими.
Оригинальный текст (англ.)The atmospheric integrity of the Zone relies on preserving those historical elements. The games are set in a place stuck in [the] time of the Chornobyl catastrophe, and the remnants act not as a tool of propaganda but as reminders of the consequences of [a] totalitarian regime. The Zone's appeal has always been about its unique setting - not just the anomalous nature of it, but the place and time that most of us have never been to. Removing those elements is directly robbing the players of the immersion that made the original releases so great.

По мнению обозревателя от TheGamer, можно понять обе стороны: игрокам не нравится искажение исторического образа Чернобыля, в то время как разработчики хотят выразить протест против вторжения России на Украину. GSC сначала обвинила русскоязычных игроков в умышленном занижении рейтинга игр, но затем в патче 1.0.1 вернула некоторые ранее удалённые советские памятники, в том числе стелу у ЧАЭС.
Обозреватель VGTimes Илья Якимкин назвал Enhanced Edition «худшим ремастером за последние три года» и сравнил с Grand Theft Auto: The Trilogy — The Definitive Edition. Он заявил, что большинство багов оригиналов исправлены не были, но появились новые: проблемы с коллизией трупов и предметов, некоторые ящики не открываются, проблемы с поведением НПС, дублирование выдачи наград и квестовых предметов. Подверглось критике качество графики, названное «очень мыльным», качество игровых видеороликов, изобилующих артефактами, некачественный апскейл иконок интерфейса в «Зове Припяти». Главным недостатком сборника была названа цензура: вырезание русской озвучки было названо «непонятным ходом», удаление советской символики и памятников — «абсурдом», так как «основной сеттинг S.T.A.L.K.E.R. — это застывшая во времени эпоха, где построенная советскими гражданами ЧАЭС и Припять постепенно увядают из-за случившейся катастрофы. Это и есть самая главная особенность игры, которая отличает её от сотен подобных шутеров в открытом мире».
В обзоре на Gaming Bolt новые скайбоксы и обновлённое освещение названы «просто невероятными», а игровой процесс назван «всё ещё актуальным». При этом недостатками были названы графические артефакты в «Зове Припяти» и проблемы с аим-ассистом на консолях. Журналист оценил сборник на 8 баллов из 10.